# Gémigny
Gémigny är en kommun i departementet Loiret i regionen Centre-Val de Loire strax norr Frankrikes mitt. Kommunen ligger i kantonen Patay som tillhör arrondissementet Orléans. År 2022 hade Gémigny 218 invånare.

## Befolkningsutveckling
Antalet invånare i kommunen Gémigny
| Referens: INSEE |